# ダニエル・クロス
ダニエル・クロス（DANiEL CROSS、1985年9月26日 - ）は、アメリカ合衆国出身の男性プロレスラーである。ミズーリ州出身。2004年12月3日デビュー。身長187センチメートル、体重110キログラム。
アメリカのWLW（ワールド・リーグ・レスリング）や日本のプロレスリング・ノアなどに参戦経験がある。

## 略歴
学生時代はバスケットボールで活躍。卒業後の2004年8月にハーリー・レイス・レスリング・アカデミーで修行を積み、レイス主宰の団体・WLWで同年2月3日にジェイソン・ベイツと組んでタイラー・ダニング&アダム・エバンスを相手にプロ・デビューした。
WLWとプロレスリング・ノアが共催したレスリング・キャンプに2004年から2006年まで3年参加。06年に同キャンプを視察した丸藤正道、KENTAと対戦。また12月にはWLWマットで力皇猛、森嶋猛、丸藤正道とも対戦した。これがきっかけで2007年4月にテッド・デビアス・ジュニアとともにノアへ留学生として初参戦・初来日が決定した。。
顔への攻撃を極端に嫌がり、顔面に打撃などを受けると、必死で顔をこすりながらロープに逃げる。来日時、このコミカルなムーブが観客に評判を呼んだ。

## タイトル歴
- WLW世界ヘビー級王座

## 得意技
- バーディクト（F-5）
- ニー・ドロップ

## 入場テーマ曲
- Cought A Glimpse